# Ueckermünder Heide
Ueckermünder Heide este o arie protejată (arie de protecție specială avifaunistică — SPA) din Germania întinsă pe o suprafață de 25.383 ha, integral pe uscat.

## Localizare
Centrul sitului Ueckermünder Heide este situat la coordonatele 53°37′31″N 14°07′58″E / 53.6253°N 14.1328°E.

## Înființare
Situl Ueckermünder Heide a fost declarat arie de protecție specială avifaunistică în aprilie 2008 pentru a proteja 24 de specii de animale.

## Biodiversitate
Situată în ecoregiunea continentală, aria protejată nu include niciun habitat protejat.
La baza desemnării sitului se află mai multe specii protejate de  păsări (24): pescăruș albastru (Alcedo atthis), fâsă-de-câmp (Anthus campestris), acvilă țipătoare mică (Aquila pomarina), buhai de baltă (Botaurus stellaris stellaris), caprimulg (Caprimulgus europaeus), barză albă (Ciconia ciconia ciconia), barză neagră (Ciconia nigra), erete de stuf (Circus aeruginosus), prepeliță (Coturnix coturnix), cristeiul de câmp (Crex crex), ciocănitoare neagră (Dryocopus martius), becațină comună (Gallinago gallinago), Grus grus grus, codalb (Haliaeetus albicilla), capîntortură (Jynx torquilla), sfrâncioc roșiatic (Lanius collurio), ciocârlie de pădure (Lullula arborea), Luscinia svecica cyanecula, Numenius arquata arquata, vultur pescar (Pandion haliaetus), ploier auriu (Pluvialis apricaria), cresteț pestriț (Porzana porzana), silvie porumbacă (Sylvia nisoria), pupăză (Upupa epops).